# 낙상
낙상(落傷) 혹은 떨어져 다침 (영어: get hurt from a fall)은 떨어지거나 넘어져서 다치는 현상, 혹은 그로 인한 상처를 말한다. 낙상은 인간의 사고사 원인 중 2위를 차지할 정도로 흔한 사망 사례이다. 연령별로는 노인층에서 낙상의 위험이 높고, 직업별로는 건설 근로자, 전기기사, 광부, 도장공(painter) 등이 낙상의 위험이 높다.

## 원인

### 사고
사고는 성인에서 가장 높은 비중을 차지하는 원인이다. ‘얼음 또는 눈에 의한 동일 면상에서의 넘어짐’, ‘미끄러짐, 걸림 및 헛디딤에 의한 동일 면상에서의 넘어짐’, ‘계단에서의 낙상’,, ‘빌딩 또는 구조물에서의 낙상’ 등 그 원인은 다양하다.

### 노화
낙상은 모든 연령에서 발생할 수 있지만, 특히 노인에서 발생률이 높다. 미국의 65세 이상 노인 중 3분의 1 이상이 연간 한번 이상 낙상을 경험하며, 대한민국의 경우 65세 이상 노인의 21%가 낙상을 경험하며, 이 중 36% 이상이 약 2주 이상 입원을 하게 되며, 모든 노인의 신체 손상 중 절반 이상이 낙상에 의하여 발생한다.
위험 요인으로는 근력 감소, 균형 장애, 청력과 시력의 감퇴, 인지기능의 저하 등이 있고, 약물 복용 및 음주 상태도 위험 요인이 될 수 있다. 치매 노인의 경우 그 위험이 더욱 증가한다.

### 질병
뇌졸중의 병력을 가진 경우 보행장애, 근긴장도 저하, 저혈당, 저혈압 등에 의해 낙상이 발생할 수 있다.
파킨슨병 환자는 보행장애, 운동장애, 자율신경계 기능 부전으로 인한 기립성 저혈압, 보행동결(freezing), 움찔거림(jerking), 실신, 체위성 기립성 빈맥 증후군, 신경계 이상으로 인한 하지 근력 약화, 심부감각 장애, 발작, 인지 장애, 시각 장애, 균형 장애 등에 의해 낙상이 발생할 수 있다.
다발성 경화증 환자는 보행장애, 족하수(足下垂), 운동실조, 고유 수용성 감각 저하, 보조기구(보행보조기 등)의 부적절한 사용, 감소된 시력 등에 의해 낙상이 발생할 수 있다.

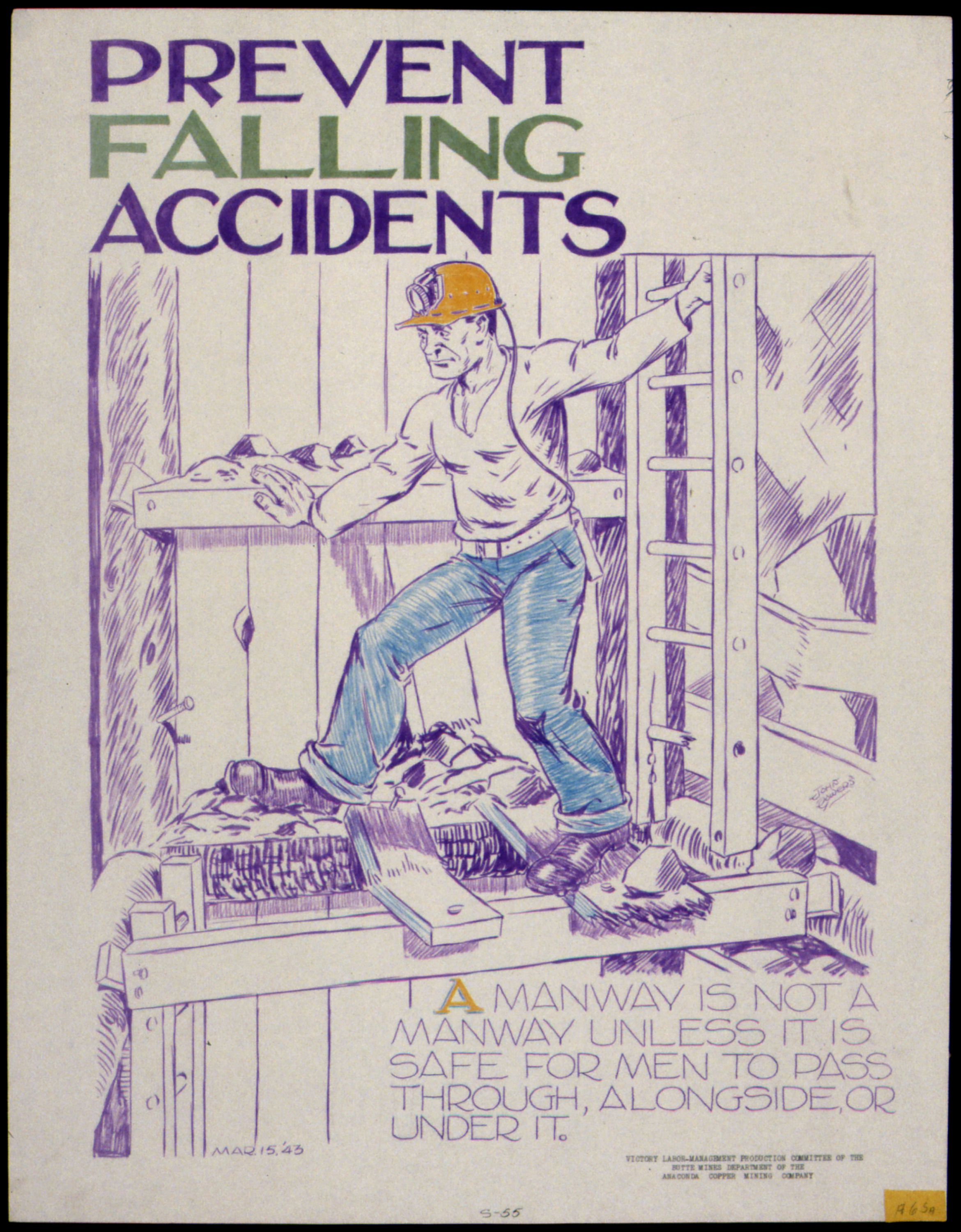
낙상 예방 홍보 포스터

### 산업 재해
2013년 한국산업안전보건공단의 분석 자료에 따르면 낙상은 건설업 사망자의 68%를 차지하는 것으로 조사되었다. 이 자료에 따르면 낙상이 가장 많이 발생하는 작업 높이는 3m에서 10m 사이인 것으로 조사되었다.
2011년 미국 노동통계국(US Bureau of Labor Statistics)의 조사에 따르면 낙상은 2011년에 발생한 미국의 산업재해 중 14%를 차지하는 것으로 조사되었다.
대한민국의 「산업안전보건기준에 관한 규칙」은 낙상을 방지하기 위해 안전난간을 설치할 것 등을 규정하고 있다.

### 의도적 발생
낙상은 의도적으로 발생할 수 있다. 그 예로는 창밖 투척, 투신 등이 있다.

## 부상
낙상에 따른 부상 정도에 영향을 미치는 요인으로는 높이, 지면에 떨어질 때의 속도, 먼저 떨어지는 부위, 바닥의 성질, 힘의 분산 정도, 충돌 시의 기간 등으로 알려져 있다.
일반적으로 추락 높이가 높을수록 부상 정도는 심하다. 1·2층은 부상 정도가 심하지 않고 사망에 영향을 주지 못한다. 3층부터는 높아질수록 사망 위험이 증가한다. 낙상에 의한 어린이 사망의 50%가 4층에서 5층 사이(12~15m)에서 발생한다.
먼저 떨어지는 부위는 일반적으로 머리가 가장 무겁기 때문에 머리부터 떨어지는 경우가 가장 많고, 이 경우 부상 정도가 가장 심하다.
바닥의 성질은 바닥이 딱딱할수록 부상 정도가 심하다. 보고에 따르면 바닥이 잔디인 경우 33%에서 두개골 골절이 발생하였으나 시멘트인 경우 69%로 증가하였다고 한다.

2012년 인구 100만명당 낙상으로 인한 사망자 수(세계보건기구 발표)
0–15
16–21
22–33
34–44
45–55
56–69
70–88
89–106
107–129
130–314

## 통계
세계 보건 기구에 따르면 전 세계적으로 매년 평균 낙상으로 사망하는 인구는 약 646,000명이고, 이 중 80% 이상이 개발도상국에서 발생한다. 또한 매년 37,300,000명이 낙상으로 부상을 입는 것으로 추산된다.
Global burden of disease에 따르면 1990년에 전 세계적으로 비의도적인 낙상으로 사망한 인구는 341,000명이었는데, 2013년에는 556,000명으로 증가했다.
대한민국 통계청의 통계에 따르면 2016년에 발생한 낙상 사고는 7,270건이다.